# Hans Mock
Hans Mock (9 de desembre de 1906 - 22 de maig de 1982) fou un futbolista alemany. Va formar part de l'equip alemany a la Copa del Món de 1938.